# Obserwator Lokalny
Obserwator Lokalny – tygodnik ukazujący się na terenie miasta Dębicy oraz okolicznych gmin, zasięgiem obejmuje teren zamieszkany przez około 150 tys. osób. Korzenie tygodnika sięgają 1967 roku kiedy to powstała pierwsza dębicka gazeta "Echo Załogi", przedstawiająca życie społeczno-gospodarcze związane z największymi ówczesnymi zakładami Dębicy. W roku 1993 następuje kolejna zmiana nazwy na "Gazeta Dębicka - Echo Załogi". W 1999 roku została ona decyzja wydawców zlikwidowana, a jej byli dziennikarze powołali do życia nową gazetę - magazyn informacyjno-publicystyczny "Obserwator Lokalny".
Obserwator Lokalny jest aktualnie najstarszym tygodnikiem wydawanym w powiecie dębickim. Niedawno redakcja uruchomiła portal informacyjny debica24.eu, na którym zamieszczane są aktualne informacje z Dębicy i okolic.